# April 1995
Portal Geschichte | Portal Biografien | Aktuelle Ereignisse | Jahreskalender | Tagesartikel

◄ |
19. Jahrhundert |
20. Jahrhundert
| 21. Jahrhundert

◄ |
1960er |
1970er |
1980er |
1990er
| 2000er | 2010er | 2020er | ►

◄ |
1991 |
1992 |
1993 |
1994 |
1995
| 1996 | 1997 | 1998 | 1999 | ►

◄ |
Januar 1995 |
Februar 1995 |
März 1995 |
April 1995 |
Mai 1995 |
Juni 1995 |
Juli 1995 |
►
Dieser Artikel behandelt aktuelle Nachrichten und Ereignisse im April 1995.

## Tagesgeschehen

### Samstag, 1. April 1995
- Kloten/Schweiz: Der EHC Kloten empfängt in der Saison 1994/95 nach einem 4:3-Sieg im Playoff-Final gegen den EV Zug zum dritten Mal in Folge die Trophäe für den Schweizer Meister im Eishockey.

### Montag, 3. April 1995
- Hanoi/Vietnam: Die Regierung unter Premierminister Võ Văn Kiệt gibt auf den Tag 20 Jahre nach dem Ende des Vietnamkriegs die offizielle Zahl der Todesopfer bekannt. Unter Vietnamesen und Soldaten der Vereinigten Staaten sowie ihrer militärischen Verbündeten habe es etwa 5,4 Millionen Tote gegeben. Für Vietnam bedeuten die Angaben den Tod von jedem zehnten Einwohner zwischen 1955 und 1975.[1]
- Köln/Deutschland: Der Rundfunkveranstalter WDR strahlt 1.00 Uhr morgens die Fernsehsendung Domian erstmals aus. Zuschauer dürfen den Moderator Jürgen Domian anrufen und eine zweite Meinung zu ihren persönlichen Problemen einholen, aber auch Gespräche über angenehme Empfindungen sind erlaubt.[2]

### Mittwoch, 5. April 1995
- Wiesbaden/Deutschland: Der Hessische Landtag wählt Hans Eichel (SPD) erneut zum Ministerpräsidenten. Die rot-grüne Koalition wird fortgesetzt.[3]

### Montag, 10. April 1995
- Brüssel/Belgien: Der Rat der Europäischen Union (EU) stellt Malta die Aufnahme von Verhandlungen über einen Beitritt des Lands zur EU für das kommende Jahr in Aussicht.[4]
- Lochau/Österreich: Auf der Rheintal/Walgau-Autobahn gerät ein Pkw im Pfändertunnel auf die Gegenfahrbahn. Es kommt zu einer Massenkarambolage, bei der vier Fahrzeuge in Flammen aufgehen. Drei Menschen in einem Kleinbus sterben.[5]
- London/Vereinigtes Königreich: Mit der UK National Criminal Intelligence DNA Database (deutsch Nationale DNA-Datenbank zur Verbrechensaufklärung des Vereinigten Königreichs) geht die erste Gendatenbank der Welt in Betrieb. Innenminister Michael Howard (Konservative Partei) sieht in dem Instrument den größten Durchbruch in der Verbrechensbekämpfung seit dem Beginn der Analyse von Fingerabdrücken.[6]

### Mittwoch, 19. April 1995
- Oklahoma City/Vereinigte Staaten: Die als rechtsradikal eingestuften Veteranen Timothy McVeigh und Terry Nichols verüben mit einem mit Sprengstoff beladenen Lkw einen Bombenanschlag auf ein Verwaltungsgebäude der Bundesregierung. Bei dem Terrorattentat sterben 168 Menschen. Die Täter begehen diesen bisher schwersten Anschlag der jüngeren US-Geschichte u. a. als Reaktion auf die Räumung des Anwesens der Davidianer-Sekte durch SWAT-Einheiten der Vereinigten Staaten vor circa zwei Jahren.[7]

### Sonntag, 23. April 1995
- Paris/Frankreich: Im ersten Durchgang zur Wahl des Präsidenten der Republik Frankreich stimmen 23,3 % der Wähler für Lionel Jospin von der Sozialistischen Partei und 20,8 % für Jacques Chirac von der RPR. Beide werden am 7. Mai in einer Stichwahl aufeinandertreffen, um den Nachfolger des bisherigen Präsidenten François Mitterrand zu ermitteln.[8]

### Dienstag, 25. April 1995
- Deutschland: Zum ersten Mal fährt ein Zug mit in Frankreich aufbereitetem radioaktiven Abfall in Behältern zur Aufbewahrung und zum Transport radioaktiver Materialien nach Gorleben in Niedersachsen. Ein Salzstock in der Nähe der Stadt soll als Ergebnis langer politischer Kontroversen der Endlagerung des Abfalls dienen. Aktivisten, die ein Endlager in der Region verhindern wollen, behindern den Transport in Baden-Württemberg, in Hessen und in Niedersachsen, indem sie u. a. ihre Körper an Bahnanlagen ketten.[9][10]

### Donnerstag, 27. April 1995
- Aachen/Deutschland: Der emeritierte Literatur-Professor und Bundesverdienstkreuz-Träger Hans Schwerte zeigt sich selbst an, nachdem Gerüchte aufkommen, dass er im Zweiten Weltkrieg SS-Hauptsturmführer mit Namen Hans Ernst Schneider gewesen sei. Der 85-jährige Schwerte alias Schneider gibt erstmals zu, seine SS-Vergangenheit ab 1945 gegen eine erfundene Biographie getauscht zu haben.[11]
- Wien/Österreich: Am 50. Jahrestag der Proklamation der Österreichischen Unabhängigkeitserklärung kurz vor Ende des Zweiten Weltkriegs tritt das Gesetz über den Nationalfonds der Republik Österreich für Opfer des Nationalsozialismus in Kraft. Leistungen aus dem Fonds sollen laut Gesetz als „symbolische Geste der Republik“ jenen Opfergruppen zukommen, die bisher keine oder unzureichende Leistungen erhielten, z. B. Menschen mit homosexueller Ausrichtung.[12]

### Freitag, 28. April 1995
- Wien/Österreich: Österreich tritt dem Schengener Abkommen bei. Es schreibt den Wegfall von Personenkontrollen an den Binnengrenzen der Unterzeichnerstaaten vor.[13]

### Samstag, 29. April 1995
- Almaty/Kasachstan: Ein Referendum liefert dem Präsidenten Kasachstans Nursultan Nasarbajew das Ergebnis, sein Amt im Auftrag der teilnehmenden Stimmberechtigten länger als in der Verfassung festgelegt begleiten zu können. Zuvor erklärte er den Notstand und regiert seitdem ohne Kontrolle durch die Legislative als Diktator.[14]
- Cottbus/Deutschland: Die 23. Bundesgartenschau (BUGA) wird im neu angelegten Spreeauenpark eröffnet.[15]
- Loreto/Peru: Bei der ringförmigen Sonnenfinsternis ist nahe der Ortschaft Torres Causana die Sonne am längsten vom Mond bedeckt. Die Finsternis dauert in diesem Gebiet länger als sechs Minuten.[16]
- Pjöngjang/Nordkorea: Im Stadion Erster Mai gehen die zweitägigen Wrestlingkämpfe „Collision in Korea“ zu Ende. Insgesamt zählen die Veranstalter, World Championship Wrestling und New Japan Pro-Wrestling, beim „Pyongyang International Sports and Culture Festival for Peace“ (deutsch „Internationales Sport- und Kulturfestival für den Frieden in Pjöngjang“) mehr als 300.000 Zuschauer.[17]

### Sonntag, 30. April 1995

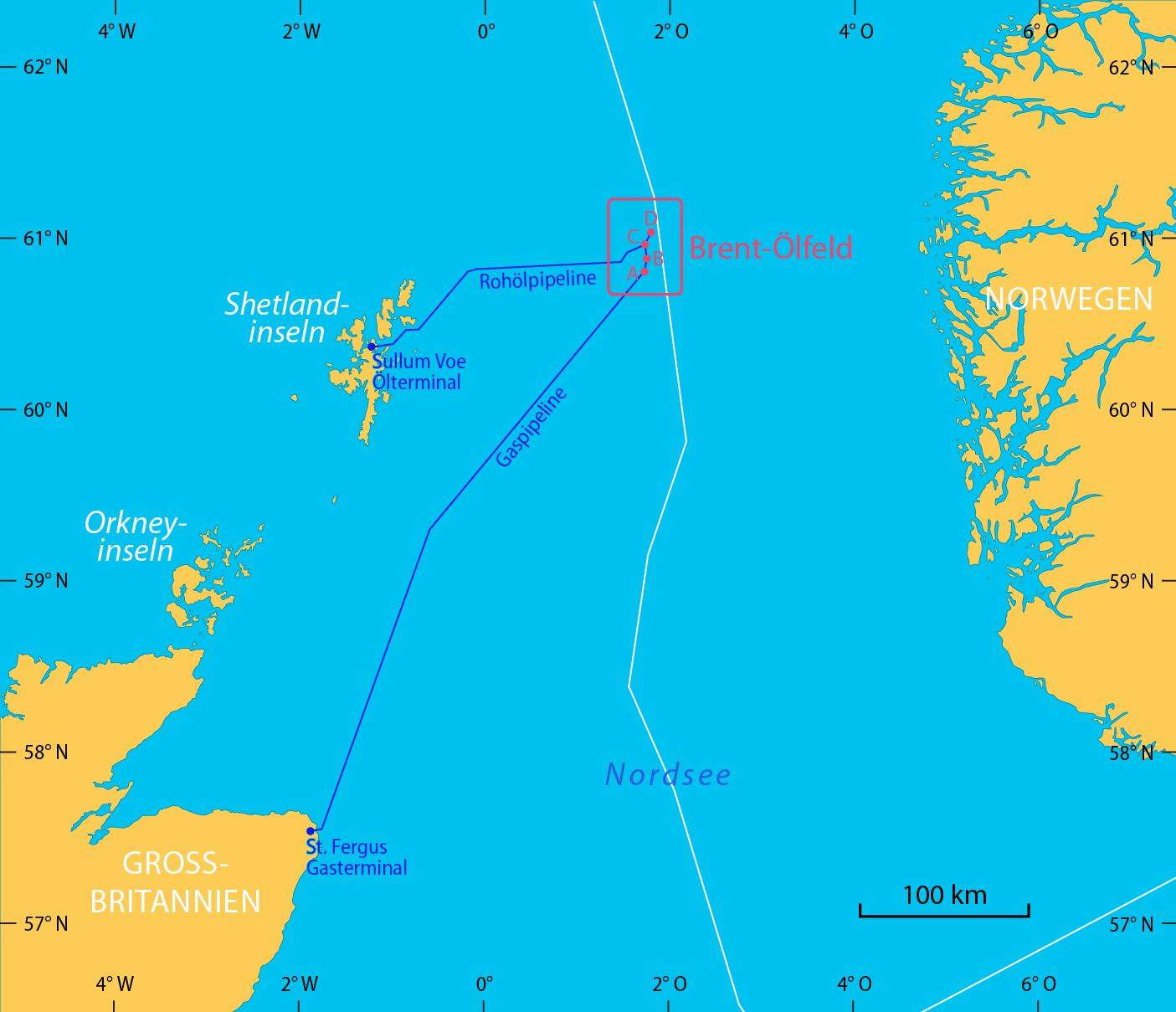
Lage des Brent-Ölfelds zwischen dem Vereinigten Königreich und Norwegen

- Nordsee: Der schwimmende Öltank Brent Spar am Übergang der Nordsee ins Europäische Nordmeer wird von Greenpeace-Aktivisten besetzt. Bis 1991 nutzte der Ölkonzern Shell die Anlage 190 km nordöstlich der britischen Shetlandinseln als Zwischenlager für Rohöl. Das Unternehmen will den Tank in naher Zukunft im Meer versenken.[18]